# Adekeye Adebajo
Adekeye Adebajo (geboren 12. Dezember 1966) ist ein südafrikanischer Professor, der sich als Friedensforscher mit Konfliktbearbeitung in Afrika und internationalen Beziehungen beschäftigt. Er ist neben seinem wissenschaftlichen Wirken auch journalistisch tätig.

## Leben und Werk
Adekeye Adebajo erhielt seinen Doktortitel an der Universität von Oxford, wo er mit einem Rhodes-Stipendium studierte. Er war später Direktor des African Programme am International Peace Institute in New York und für die Vereinten Nationen auf Missionen in Südafrika, Westsahara und dem Irak. Von 2003 bis 2015 war er geschäftsführender Vorstand des Centre for Conflict Resolution (CCR) in Kapstadt. In dieser Zeit war er auch Visiting Fellow an der Universität von Cambridge. 2015 wurde er als Professor an die Universität Johannesburg berufen, wo er das Institute of Global African Affairs gründete, an dem sich neben der Universität Johannesburg auch die University of the West Indies beteiligt. Seine Forschungsarbeit fokussiert auf Konflikte und Friedensinitiativen in Afrika, er bezieht darüber hinaus auch Randgebiete dieser Themen ein, wie etwa die Außenpolitik afrikanischer Staaten wie Nigeria und Südafrika, internationale Organisationen und politische Führung auf dem Kontinent, die afrikanische Diaspora, innerafrikanische Beziehungen und die Beziehungen des Kontinents zu den anderen Erdteilen, speziell zu den USA und Europa. Ende 2021 gab er bekannt, dass er als Professor an die Universität Pretoria wechseln werde, an die er für Januar 2022 für eine volle Professur berufen wurde.
Journalistisch ist er unter anderem als Kolumnist für den Business Day in Südafrika und den Guardian in Nigeria tätig.

## Publikationen (Auswahl)
- Liberia’s Civil War: Nigeria, ECOMOG, and Regional Security in West Africa. Lynne Rienner Publishers Inc, Boulder 2002, ISBN 978-1-58826-052-9
- West Africa's Security Challenges. Building Peace in a Troubled Region. Lynne Rienner Publishers Inc, Boulder 2004, ISBN 978-1-58826-284-4
- The Curse of Berlin: Africa After the Cold War. Oxford University Press, Oxford 2010, ISBN 0-19-932725-4
- UN Peacekeeping in Africa: From the Suez Crisis to the Sudan Conflicts, Lynne Rienner Publishers Inc, Boulder 2011, ISBN 978-1-58826-782-5
- The Eagle and the Springbok: Essays on Nigeria and South Africa. Jacana Media (Pty) Ltd, Johannesburg 2018, ISBN 1-928232-47-7
- Thabo Mbeki. Ohio University Press, 2017, ISBN 978-0-8214-2274-8
- Foreign Policy in Post-Apartheid South Africa: Security, Diplomacy and Trade, Bloomsbury Publishing PLC, London 2017, ISBN 1-78831-083-7
- als Herausgeber: The Pan-African Pantheon. Prophets, Poets and Philosophers. Jacana Media (Pty) Ltd, Johannesburg 2020, ISBN 978-1-5261-5682-2
- The Trial of Cecil John Rhodes. Jacana Media (Pty) Ltd, Johannesburg 2021, ISBN 1-4314-3079-X